# Смяличи
Смяличи — деревня в Шкотовском районе Приморского края, входит в состав Центральненского сельского поселения.

## География
Деревня находится на берегу реки Смяличи, в 2 км от места её впадения в реку Шкотовка, на расстоянии 28 км от посёлка городского типа Смоляниново, административного центра района, и 88 км от города Владивосток, административного центра края.

## Население
| 1915 | 2002 | 2005 | 2008 | 2010 |
| ---- | ---- | ---- | ---- | ---- |
| 115  | ↘25  | ↘18  | ↘16  | ↗23  |

## Улицы
В деревне имеются две улицы: Дачная и Лесная.

## Транспорт
Ближайшая железнодорожная станция Новонежино находится на расстоянии 16 км к югу.